# Makron (znak diakrytyczny)
Makron (gr. μακρόv / makrón, dosłownie: długi) – znak diakrytyczny umieszczany nad lub pod samogłoską, początkowo używany do zaznaczania długiej sylaby w metrum greckim lub łacińskim. Dzisiaj używany jest także do zaznaczenia, że dana samogłoska jest długa (jego przeciwieństwem jest brevis ˘, używany początkowo do oznaczenia krótkiej sylaby, a dziś także krótkiej samogłoski). 
Różnice między długimi i krótkimi samogłoskami są zwykle fonetyczne. W Międzynarodowym alfabecie fonetycznym makron oznacza pośredni ton; znakiem długiej samogłoski jest zmodyfikowany, trójkątny dwukropek.
W Unikodzie znak diakrytyczny makron występuje w wersjach:
| Znak | Unicode | Kod HTML                     | Nazwa unikodowa            | Nazwa polska              |
| ---- | ------- | ---------------------------- | -------------------------- | ------------------------- |
| ¯    | U+00AF  | &macr; lub &#xAF; lub &#175; | MACRON                     | makron                    |
| ˉ    | U+02C9  | &#X02C9; lub &#713;          | MODIFIER LETTER MACRON     | makron górny modyfikujący |
| ͟ˍ    | U+02CD  | &#x02CD; lub &#717;          | MODIFIER LETTER LOW MACRON | makron dolny modyfikujący |
| ̄     | U+0304  | &#x0304; lub &#772;          | COMBINING MACRON           | makron dostawny górny     |
| ̱     | U+0331  | &#x0331; lub &#817;          | COMBINING MACRON BELOW     | makron dostawny dolny     |